# Aliyar Aliyev
 (janvier 2018).
Si vous disposez d'ouvrages ou d'articles de référence ou si vous connaissez des sites web de qualité traitant du thème abordé ici, merci de compléter l'article en donnant les références utiles à sa vérifiabilité et en les liant à la section « Notes et références ».
 (février 2017).
Le contenu est difficilement compréhensible vu les erreurs de traduction, qui sont peut-être dues à l'utilisation d'un logiciel de traduction automatique.
Aliyar Aliyev (en azéri : Əliyar Əliyev), né le 14 décembre 1957 à Qubadli (raion de Qubadli, Haut-Karabagh) et mort le 3 octobre 1992 à Latchin, est un héros national de l'Azerbaïdjan connu pour avoir combattu lors de la guerre du Haut-Karabagh.

## Biographie
Aliyar Aliyev est né le 14 décembre 1957 au village Qazyan de Qubadli. En 1979, il est diplômé avec mention de l’Institut National d’Éducation Physique d’Azerbaïdjan. Il travaille en tant que professeur de sport à l’école secondaire au village Dondarli de Qubadli.
Après son service militaire en 1982 il travaille à l'Université Nationale Saransk en tant que professeur. Il retourne à Qazyan en 1983 en raison de la mort de son père. I travaille alors comme professeur à l’école secondaire du village, puis devient entraîneur à « Mahsul », la Société de Sport des bénévoles du village. En 1985, il est élu le président du Comité régional de l’Éducation Physique des bénévoles et de la Société de Sport.

## La guerre du Karabagh
Aliyar Aliyev rejoint les forces armées d’Azerbaïdjan en tant que volontaire. Il fut d'abord commandant d’une unité de renseignement avant de devenir l'adjoint du commandant en charge de l'équipement.
La première déportation d'azerbaïdjanais commence en février 1988, après les manifestations des arméniens à Stepanakert. À cette époque, Aliyar Aliyev est connu en tant que le leader des forces démocratiques, dont il dirige un groupe de volontaires. Son bataillon était connu sous le nom de « Bataillon des combattants », dont la plupart des membres étaient des membres de la Société de Sport et d’Éducation physique qu’il dirigeait. En 1992, il est nommé commandant de l’unité de renseignement du bataillon, puis commandant du bataillon.
Le 16 avril 1992, un groupe de diversion d'une cinquantaine de personnes, surnommé "Léopard noir", formé par des soldats de nationalité arménienne originaires de Syrie, tente de faire exploser le pont Lalazar, afin de couper les voies de communications entre les villages frontières au centre de la ville et de s'emparer des sommets stratégiques. Averti de cette action, grâce aux services de renseignement, Aliyar Aliyev réussit l'encerclement de l'ennemi avec ses combattants. Onze soldats ennemis sont tués lors des combats. Aliyar Aliyev échange les cadavres ennemis contre des captifs azerbaïdjanais.
Le 24 juin 1992, les combattants d’Aliyar Aliyev abattent trois hélicoptères chargés de bombarder le centre de Qubadli. Au mois d’août 1992, il participe à l’opération de « Chournoukhou ». En automne 1992, en quatre jours, Aliyar Aliyev parvient à reprendre le contrôle de 40 villages occupés de Latchine.
Il s’est également distingué lors de la prise de contrôle de positions de combat à Bacharat, Susuz Dagh et Suarasi. Il était le commandant de la bataille vers la direction de Latchine le 30 septembre 1992. Lors des combats de son régiment pour le village Yukhari Jibikli de Qubadli au mois de mai 1991 et le 12 octobre 1992 pour le sommet de Topaghaj–Bacharat où l’ennemi a subi de grandes pertes.

## Mort
Le 3 octobre 1992, Aliyar Aliyev se situe avec son bataillon à 2 km de Latchine. Il trouve la mort ainsi que son chauffeur, Alisadat Aghayev lors de la bataille pour le mont « Tikanli Zami ».

## Vie personnelle
Aliyar Aliyev était marié et père de trois enfants : deux fils, Emin et Yousif, et une fille, Parvana. Il jouait très bien de l’accordéon et motivait toujours ses combattants. Un certain temps Aliyar Aliyev a été lutteur : il a été plusieurs fois le champion de lutte greco-romaine lors de compétitions nationales et internationales. Huit de ses élèves sont devenus des champions nationaux et de l’URSS. Parmi eux, Haydar Mammadaliyev est devenu champion du monde de lutte et a gagné la médaille d’argent aux Jeux olympiques d'été de 2004.

## Héritage
L’une des rues de l’arrondissement Narimanov de Bakou, porte le nom d’Aliyar Aliyev et une sculpture y a été dressé en son honneur. Une école porte son nom à Masazyr, ainsi que des sources à Sumgaït et à Binagadi. Le club de sport crée à Sumqayıt et son bataillon portent également son nom. Un monument édifié en son honneur se situe à Qubadli.
Le tournoi national azéri de lutte greco-romaine est consacré à sa mémoire.

## Médaille
Aliyar Yousif Aliyev fut élevé au titre de Héros national de l’Azerbaïdjan par le décret no 301 du 10 novembre 1992 du Président de la République d’Azerbaïdjan Aïaz Moutalibov.